# 정한 (핸드볼 선수)
정한(1988년 5월 17일 ~ )은 대한민국 핸드볼 국가대표 선수이며, 인천도시공사 소속이다.

## 학력
- 삼척중학교
- 삼척고등학교
- 원광대학교

## 경력
- 2012년 하계 올림픽 남자 핸드볼 국가대표